# Gaapworm
De gaapworm (Syngamus trachea) is een parasitaire rondworm (nematode) uit de orde van de Strongylida en de familie Syngamidae. Deze rondworm leeft als parasiet in de luchtpijp van bepaalde vogelsoorten.

## Levenscyclus van de parasiet
De gaapworm leeft in de luchtpijp van bepaalde vogels, waardoor de ademhaling van deze vogels wordt gehinderd. Gaapworm wordt veel aangetroffen bij (jonge) kippen (Gallus gallus domesticus) en kalkoenen (Meleagris gallopavo). Wanneer de vrouwelijke worm haar eitjes legt in de luchtpijp van een geïnfecteerde vogel dan worden deze door de gastheer opgehoest, doorgeslikt en komen met de ontlasting naar buiten, waarna de eitjes opgegeten kunnen worden door vogels. Via de uitwerpselen komen de eitjes in de grond en worden daar opgenomen door ongewervelde dieren die als tussengastheer kunnen optreden. Regenwormen (Lumbricidae) maar ook slakken zoals de Planorbarius corneus of de Bithynia tentaculata kunnen optreden als tussengastheer.  
De larve van de gaapworm kan lange tijd, tot wel drie jaar, doorbrengen in het lichaam van de tussengastheer. Dit larvestadium heet L3s. Vogels kunnen direct besmet worden door de eitjes of indirect via de L3s larven uit de tussengastheer.  
Deze larven via de tussengastheer veroorzaken zwaardere infecties.
Eenmaal weer in het maag-darmstelsel van een vogel, worden de larven actief. Ze boren zich door de maag- of darmwand en komen dan via het bloed en de longen in de luchtwegen terecht net zoals veel soorten longwormen uit de orde Strongylida.

## Symptomen en bestrijding
De gaapworm komt voor in de bovenste luchtwegen en niet alleen bij kippen maar ook bij andere hoenders en een groot aantal in het wilde levende vogels. Uitbraken worden vooral gezien bij patrijzen, pauwen en fazanten die in volières en rennen worden gehouden.  Klinische symptomen zijn: ademhalingsmoeilijkheden, waardoor de vogels met de snavel wijd open naar lucht happen. Vandaar de naam gaapworm. Bij zwaardere infecties treedt een algemene verzwakking, lusteloosheid en vermagering op. Indien onbehandeld kunnen de geïnfecteerde dieren uiteindelijk sterven aan verstikking.
Meestal is een wormenkuur (met ivermectine) en een vervanging van het strooisel noodzakelijk om van de besmetting af te komen.